# William Henry Battle
William Henry Battle (* 23. Februar 1855 in Lincoln (Lincolnshire); † 2. Februar 1936 in Woking) war ein englischer Chirurg.

## Leben
Battle studierte an der St. Thomas’ Medical School, London, an der er 1877 seinen Abschluss machte. 1880 wurde er fellow des Royal College of Surgeons (F.R.C.S.) und war am St Thomas’ Hospital London tätig. Am Royal College of Surgeons hatte er von 1889 bis 1990 eine Professur für Chirurgie und Pathologie inne. Ebenso lehrte er an der Medical School for Women. William Henry Battle beschrieb als Erster eine Laparotomie zur Beseitigung eines Darmverschlusses infolge post-operativer Verwachsungen beschrieb. 1895 beschrieb er einen vertikalen Bauchschnitt mit Seitwärtsverlagerung des Musculus rectus abdominis („Battle-Schnitt“) und 1901 eine detaillierte Operationsbeschreibung zur Behandlung von Femoralhernien („Battle-Operation“). Battle beschäftigte sich auch mit Gehirnerschütterung und daraus entstehender Neuritis nervi optici. Das nach ihm benannte „Battle-Zeichen“ ist ein Hinweis auf einen Schädelbasisbruch. Battle gehörte über 20 Jahre der Redaktion der Fachzeitschrift The Lancet an.

## Werke
- William Henry Battle, Edred M. Corner: The Surgery of the Diseases of the Appendix Vermiformis and Their Complications. A. Constable, London 1904. (Volltext)
- William Henry Battle: Clinical Lectures on the Acute Abdomen. William Wood & Co, New York 1911. (Volltext)